# ابن خشاب بغدادی
ابومحمّد، عبدالله بن احمد بغدادی شهرت‌یافته به ابن خَشّاب بغدادی (۱۰۹۸ - ۱۱۷۲م) ادیب، زبان‌شناس، آموزگار، مفسّر حدیث و شاعر عربی عراقی در سدهٔ ششم هجری بود که بر دیگر علوم روزگارش مانند ریاضیات، هندسه، منطق و فلسفه نیز دانا بود. از استادان او ابومنصور جوالیقی و ابن شجری بوده‌اند.
وی از اعضای دارالحکمه بود.